# 2005-ös Superbike-világbajnokság
A 2005-ös Superbike-világbajnokság volt a tizennyolcadik szezon a sportág történetében. A február 26-án kezdődő és október 9-én végződő bajnokságot az ausztrál Troy Corser nyerte.

## Versenynaptár
|    | Dátum          | Helyszín           | Versenypálya         | 1. verseny győztese | 2. verseny győztese | Beszámoló |
| -- | -------------- | ------------------ | -------------------- | ------------------- | ------------------- | --------- |
| 1  | Február 26.    | Katar              | Losail               | Troy Corser         | Yukio Kagayama      | Riport    |
| 2  | Április 3.     | Ausztrália         | Phillip Island       | Troy Corser         | Troy Corser         | Riport    |
| 3  | Április 24.    | Spanyolország      | Valencia             | Troy Corser         | Troy Corser         | Riport    |
| 4  | Május 8.       | Olaszország        | Monza                | Troy Corser         | Chris Vermeulen     | Riport    |
| 5  | Május 29.      | Európa             | Silverstone          | Regis Laconi        | James Toseland      | Riport    |
| 6  | Június 26.     | San Marino         | Misano               | Regis Laconi        | Regis Laconi        | Riport    |
| 7  | Július 17.     | Csehország         | Brno                 | Troy Corser         | Noriyuki Haga       | Riport    |
| 8  | Augusztus 7.   | Egyesült Királyság | Brands Hatch         | Troy Corser         | Noriyuki Haga       | Riport    |
| 9  | Szeptember 4.  | Hollandia          | Assen                | Chris Vermeulen     | Chris Vermeulen     | Riport    |
| 10 | Szeptember 11. | Németország        | EuroSpeedway Lausitz | Chris Vermeulen     | Lorenzo Lanzi       | Riport    |
| 11 | Október 2.     | Olaszország        | Imola                | Chris Vermeulen     | Eső miatt törölve   | Riport    |
| 12 | Október 9.     | Franciaország      | Magny-Cours          | Chris Vermeulen     | Lorenzo Lanzi       | Riport    |

## Végeredmény

### Versenyző
| 1  | Troy Corser         | Suzuki GSX-R 1000 K5           | Alstare Suzuki Corona Extra       | 433 |
| 2  | Chris Vermeulen     | Honda CBR 1000RR               | Winston Ten Kate Honda            | 379 |
| 3  | Noriyuki Haga       | Yamaha YZF-R1                  | Yamaha Motor Italia WSB           | 271 |
| 4  | James Toseland      | Ducati 999 F05                 | Ducati Xerox                      | 254 |
| 5  | Yukio Kagayama      | Suzuki GSX-R 1000 K5           | Alstare Suzuki Corona Extra       | 252 |
| 6  | Régis Laconi        | Ducati 999 F05                 | Ducati Xerox                      | 221 |
| 7  | Chris Walker        | Kawasaki ZX-10R                | PSG-1 Kawasaki Corse              | 160 |
| 8  | Andrew Pitt         | Yamaha YZF-R1                  | Yamaha Motor Italia WSB           | 156 |
| 9  | Lorenzo Lanzi       | Ducati 999 RS / Ducati 999 F05 | Ducati SC Caracchi / Ducati Xerox | 150 |
| 10 | Pierfrancesco Chili | Honda CBR 1000RR               | Klaffi Honda                      | 131 |
| 11 | Karl Muggeridge     | Honda CBR 1000RR               | Winston Ten Kate Honda            | 124 |
| 12 | Max Neukirchner     | Honda CBR 1000RR               | Klaffi Honda                      | 123 |
|    | Norick Abe          | Yamaha YZF-R1                  | Yamaha Motor France-Ipone         | 123 |
| 14 | Giovanni Bussei     | Kawasaki ZX-10R                | Kawasaki Bertocchi                | 64  |
| 15 | Ben Bostrom         | Honda CBR 1000RR               | Renegade Koji                     | 58  |
| 16 | Sébastien Gimbert   | Yamaha YZF-R1                  | Yamaha Motor France-Ipone         | 46  |
| 17 | Fonsi Nieto         | Kawasaki ZX-10R                | PSG-1 Kawasaki Corse              | 37  |
| 18 | Steve Martin        | Petronas FP1                   | Foggy Petronas Racing             | 35  |
| 19 | Mauro Sanchini      | Kawasaki ZX-10R                | PSG-1 Kawasaki Corse              | 31  |
| 20 | Ivan Clementi       | Ducati 999 RS                  | Team Pedercini                    | 26  |

| 21 | David Checa        | Yamaha YZF-R1        | Yamaha GMT 94             | 25 |
| 22 | Garry McCoy        | Petronas FP1         | Foggy Petronas Racing     | 15 |
| 23 | Gianluca Nannelli  | Ducati 999 RS        | Ducati SC Caracchi        | 13 |
|    | José Luis Cardoso  | Yamaha YZF-R1        | D.F.X. Treme              | 13 |
| 25 | Alessio Corradi    | Ducati 999 RS        | Team Pedercini            | 10 |
|    | Ivan Silva         | Yamaha YZF-R1        | La Glisse                 | 10 |
|    | Marco Borciani     | Yamaha YZF-R1        | DFXtreme Sterilgarda      | 10 |
| 28 | Gianluca Vizziello | Yamaha YZF-R1        | Italia Lorenzini by Leoni | 9  |
| 29 | Sergio Fuertes     | Suzuki GSX-R 1000    | Reynolds Motorrad         | 7  |
| 30 | Pere Riba          | Kawasaki ZX-10R      | PSG-1 Kawasaki Corse      | 6  |
| 31 | Andrew Stroud      | Suzuki GSX-R 1000 K4 | Superbike New Zealand     | 5  |
|    | Lorenzo Alfonsi    | Yamaha YZF-R1        | D.F.X. Treme              | 5  |
| 33 | Dennis Hobbs       | Yamaha YZF-R1        | Team Nvidia               | 4  |
| 34 | Miguel Praia       | Yamaha YZF-R1        | DFXtreme Sterilgarda      | 3  |
| 35 | Julien Da Costa    | Yamaha YZF-R1        | DFXtreme Sterilgarda      | 2  |
|    | Norino Brignola    | Ducati 999 RS        | Ducati SC Caracchi        | 2  |
|    | Alessio Velini     | Ducati 999 RS        | Team Pedercini            | 2  |
|    | Luca Conforti      | Ducati 999 RS        | Guandalini                | 2  |
| 39 | Stefano Cruciani   | Kawasaki ZX-10R      | PSG-1 Kawasaki Corse      | 1  |
|    | Massimo Roccoli    | Yamaha YZF-R1        | Italia Lorenzini by Leoni | 1  |

### Gyártó
| 1 | Suzuki       | 468 |
| 2 | Honda        | 403 |
| 3 | Ducati       | 385 |
| 4 | Yamaha       | 322 |
| 5 | Kawasaki     | 183 |
| 6 | Petronas FP1 | 48  |